# Harry Lawtey
Harry Lawtey, né le 26 octobre 1996 à Oxford (Royaume-Uni), est un acteur britannique.
Il est connu pour interpréter Robert Spearing dans la série télévisée Industry depuis 2020 et pour avoir interprété Harvey Dent dans le film Joker : Folie à deux en 2024.

## Biographie
Harry Lawtey est né le 26 octobre 1996 à Oxford au Royaume-Uni. Il a un grand frère.
À 4 ans, sa famille déménage dans une base militaire à Chypre, où son père ingénieur aéronautique de la Royal Air Force est affecté. Sa mère est alors pianiste à l'école.
À l'école, il joue le rôle du Renard dans une pièce de théâtre issue d'Oliver Twist. La comédie le réussissant, ses parents écrivent à la Sylvia Young Theatre School à Londres où, après une audition, il obtient une place. Quatre semaines plus tard, à 13 ans, il déménage à Londres dans une famille d'accueil. Ses parents retournent au Royaume-Uni pendant son baccalauréat, avant qu'il soit accepté au Drama Centre London (en).
Au début de sa carrière, il apparaît dans des films et séries télévisées dans des petits rôles.
Il devient connu en 2020 pour interpréter Robert Spearing dans la série télévisée Industry,,.
Il enchaîne ensuite des rôles plus importants comme Artemus Marquis dans The Pale Blue Eye en 2022, Ben dans You and Me en 2023 et Harvey Dent dans Joker : Folie à deux en 2024.

## Filmographie

### Cinéma
- 2016 : City of Tiny Lights : Charlie Benson
- 2021 : Les Carnets de Siegfried : Bobby Andrews
- 2022 : The Pale Blue Eye : Artemus Marquis
- 2024 : Joker : Folie à deux : Harvey Dent

### Télévision
- 2012 : Sorciers vs Aliens : jeune Mark (épisode Dawn of the Nekross, Part 1)
- 2013 : Casualty : Jay Green (épisode Away in a Manger)
- 2015 : Chuggington : voix (épisodes Skipper Stu and the Steam Crane et Koko Express)
- 2018 : Marcella : Andrew (3 épisodes)
- 2020 : L'Écuyer du roi : Maurice (épisode Isn't She a Sweetheart?)
- Depuis 2020 : Industry : Robert Spearing (rôle principal)
- 2023 : You and Me : Ben (rôle principal)